# Alstroemeria cultrifolia
Alstroemeria cultrifolia är en alströmeriaväxtart som beskrevs av Pierfelice Ravenna. Alstroemeria cultrifolia ingår i släktet alströmerior, och familjen alströmeriaväxter. Inga underarter finns listade i Catalogue of Life.